# 等価原理
等価原理（とうかげんり、英語: equivalence principle）は、物理学における概念の一つで、重力を論じる一般相対性理論の構築原理として用いられる他に、異なる座標系での物理量測定の一致性についての議論でも登場する。
使用する状況によって、次の三つの意味がある。
1. 「物理法則は宇宙のどこでも同じでなければならない」というコペルニクス的なアイデアを指す。
2. 「自由落下する物体の軌跡は、物体の種類によらず一定である」という原理（以下に紹介する「弱い等価原理」）を直接指す。
3. 「局所的に観測される重力は、非慣性系にいる観測者の疑似的な力と同じである」あるいは「無限小の領域では、運動の加速度と重力加速度は区別できない」という、アルベルト・アインシュタインが一般相対性理論を構築するときに発見した原理を指す。

研究対象としては、以下に述べる弱い等価原理 (WEP)・アインシュタインの等価原理 (EEP)・強い等価原理 (SEP) の三つの表現に大別される。これらの等価原理が成立していることの確認は、現在でも実験の対象である。これらの原理が破れていることを積極的に示す実験結果は、現在まで報告されていない。また一方で、なぜこの原理が成立するのかについて積極的に説明する有効な理論もいまだ確立されていない。

## 弱い等価原理
弱い等価原理 (Weak equivalence principle, WEP) は、自由落下の一般性 (the universality of free fall) としても知られている。

自由落下する物体の軌道は、初期の位置と速度にのみ依存し、物体の種類によらない。

または、

与えられた重力場において、時空のある一点で発生する加速度は、物体の種類によらず一定である。

この原理が成り立つとするならば、重力のみを受けて運動する物体の軌跡はどの物体でも同じ、ということになる。ただし、ここでの物体は、それ自身が潮汐力を受けない程度に小さなものであることを仮定している。潮汐力が作用すると重力場自身の作用が変わるからである。

### 弱い等価原理の検証実験
エトヴェシュ・ロラーンドによる 1908年の実験が有名である。同じ質量の二つのおもりを天秤にかけ、重力加速度と地球の回転による加速度の違いで生じる天秤のねじれを利用して等価原理を検証しようというもので、その結果は、10−9 の精度であった。
現在でも米国ワシントン大学（ワシントン州）を中心として、1987年から Eöt-Wash 実験が続けられている。およそ、10−12 の精度で等価原理が確かめられている。

## アインシュタインの等価原理
アインシュタインの等価原理 (Einstein's equivalence principle, EEP)
ニュートン力学では、「自由落下する観測者は、重力と慣性力が釣り合うので重力の作用がない」と説明されるが、弱い等価原理が成り立つならば、「自由落下する観測者は慣性系である」と考えることが可能である（より厳密には局所慣性系である、という）。
アインシュタインは、弱い等価原理を拡張して、慣性系で成立するすべての物理法則（重力や力学の法則を除いた、すべての物理法則）は等価である、という表現を行った。すなわち、

慣性系にある実験室での、重力に起因しない実験結果は、実験室の速度や位置に依存しない。

という原理をおいた。ここでの実験室のサイズも、また実験結果も、潮汐力を受けない程度に小さいことが必要である。

### アインシュタインの等価原理の検証
検証の手段としては、次元をもたない物理定数の定数性の確認がある。オクロにおける微細構造定数の定数性の確認 (1976 - ) では、10−7 の精度、クェーサーによる電子・陽電子質量比の測定 (2002 - ) では、10−11 の精度で、定数性が確認されている。

### 重力の理論に対する帰結
アインシュタインの等価原理から、重力の理論に対する制限として次の二つが導かれる。
- 時空の計量テンソル gμν は、対称テンソルでなければならない。
- 自由落下する物体の運動は、測地線として表現されなければならない。

## 強い等価原理
強い等価原理 (Strong equivalence principle, SEP)
アインシュタインの等価原理は重力の作用を除いた表現であったが、これを重力を含めても成り立つ、とする表現である。

小さな物体の重力場中での運動は、初期位置と初速度にのみ依存し、物体の種類によらない。

または、

慣性系にある実験室での実験結果は、重力に起因するものであっても起因しないものであっても、実験室の速度や位置に依存しない。

### 強い等価原理の検証実験
検証の手段としては、重力定数 G の宇宙全体における一定性、または基本粒子の質量の等価性がある。太陽系内での観測や宇宙初期の元素合成の研究では、重力定数の変化は現在値よりも 10 % 以内であることが確かめられている。

### 重力の理論に対する帰結
強い等価原理から、重力の理論に対する制限として次のことが導かれる。
- 重力の理論は、時空の計量テンソル gμν だけで書かれていなければならない。

## 重力質量と慣性質量
重力質量は物体に作用する重力
{\displaystyle {\boldsymbol {F}}_{\mathrm {g} }=m_{\mathrm {g} }{\boldsymbol {g}}}
において、重力加速度 g の比例係数 mg である。
慣性質量はニュートンの運動方程式
{\displaystyle m_{\mathrm {i} }{\boldsymbol {a}}={\boldsymbol {F}}}
において物体に作用する力 F と物体の加速度 a の比例係数 mi である。
重力のみが作用し、他の力が作用しない物体の運動方程式は
{\displaystyle m_{\mathrm {i} }{\boldsymbol {a}}={\boldsymbol {F}}_{g}=m_{\mathrm {g} }{\boldsymbol {g}}}
{\displaystyle {\boldsymbol {a}}={\frac {m_{\mathrm {g} }}{m_{\mathrm {i} }}}{\boldsymbol {g}}}
である。
従って「自由落下する物体の軌跡が物体によらない」と言う原理から重力質量と慣性質量の比 mg/mi は物体によらない。この比を絶対レート＝１に選べば重力質量と慣性質量が同じになる。
- 参考：ケプラーの法則を、運動方程式と万有引力の法則の組み合わせとして定式化する過程で「弱い等価原理」が必要となる。ニュートンの研究において、弱い等価原理が成り立つことは、振り子を振らせたときの周期の測定と、天体の運行の観測データが根拠となっている。